# 华阳公主 (魏孝文帝之女)
华阳公主（？—524年），中国南北朝北魏公主，魏孝文帝之女，魏宣武帝的妹妹，嫁给司馬朏。
华阳公主嫁给特除员外散骑常侍，加镇远将军、驸马都尉司馬朏。司馬朏是晋朝皇室，司马悦的儿子、司马金龙的孙子、司马楚之的曾孙，晋宣帝司马懿弟司马馗的十一世孙。永平元年（508年），悬瓠城民白早生等杀豫州刺史司马悦，据城投降南梁。梁将齐苟仁率众守悬瓠。华阳公主也被南梁所劫。魏宣武帝下诏元英使持节、都督南征诸军事、假征南将军，出自汝南。救回华阳公主。正光五年（524年），公主薨。月余，司馬朏卒。赠左将军、沧州刺史。
子司马庆云。